# Moscheea Jameh din Qazvin
Moscheea Jameh din Qazvin sau Vechea Moschee Jameh din Qazvin (în limba persană مسجد جامع عتيق قزوین‎ – Masjid-e-Jameh Atiq Qazvin) este o moschee din orașul Qazvin, Iran. Aceasta este una dintre cele mai vechi moschei din această țară, fiind un monument istoric important.

## Istorie și arhitectură
Conform tradiției, moscheea a fost construită în anul 807 de către califul Harun al-Rashid pe locul unui vechi templu zoroastrian al focului. În secolul al XII-lea, sub patronajul selgiucizilor, locașul a fost renovat și i s-a adăugat cupola principală ce deține o superbă colecție de caligrafi persane. Aceasta este cea mai veche parte a moscheii, nefiind reconstruită vreodată și este interzisă vizitatorilor.
În secolul al XIII-lea, orașul Qazvin a fost devastat de invazia mongolilor, care cu toate acestea nu au reușit să deterioreze moscheea în vreun fel, rămânând edificiul impozant al orașului. Prestigiul ei va crește, mai ales din anul 1548, când șahul Tahmasp I va muta capitala Imperiului Safevid la Qazvin. Sub patronajul safevizilor, moscheea este restaurată și extinsă ajungând la forma ei actuală
Moscheea Jameh din Qazvin nu este numai cea mai veche moschee din oraș, dar este și cea mai importantă. Are două minarete înalte de 25 de metri, ce contribuie la impresia de măreție. Moscheea este încă în uz, iar printre construcțiile sale mai noi se numără și câteva săli de lectură religioasă sau o bibliotecă.

## Galerie de imagini

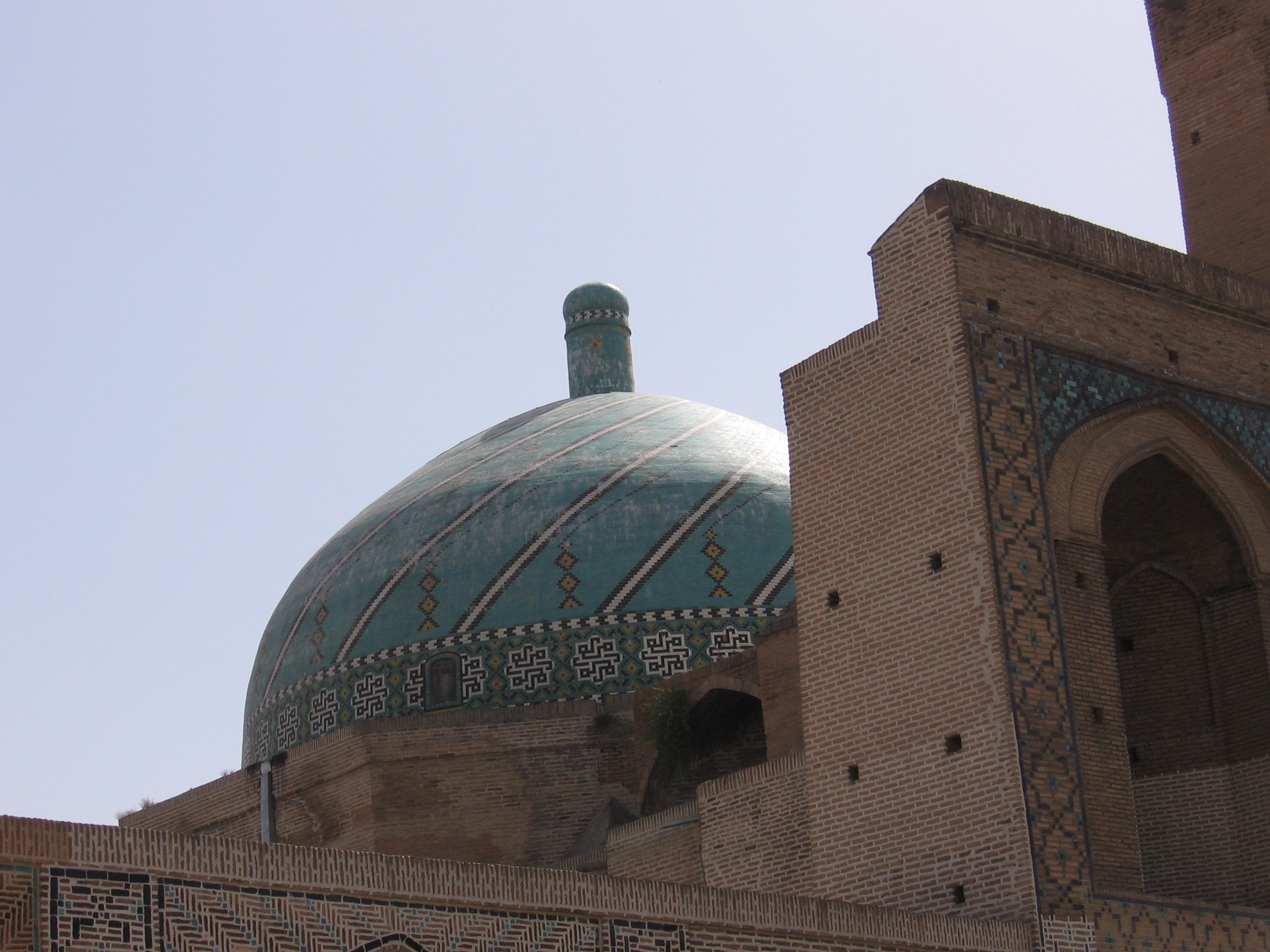
Domul.
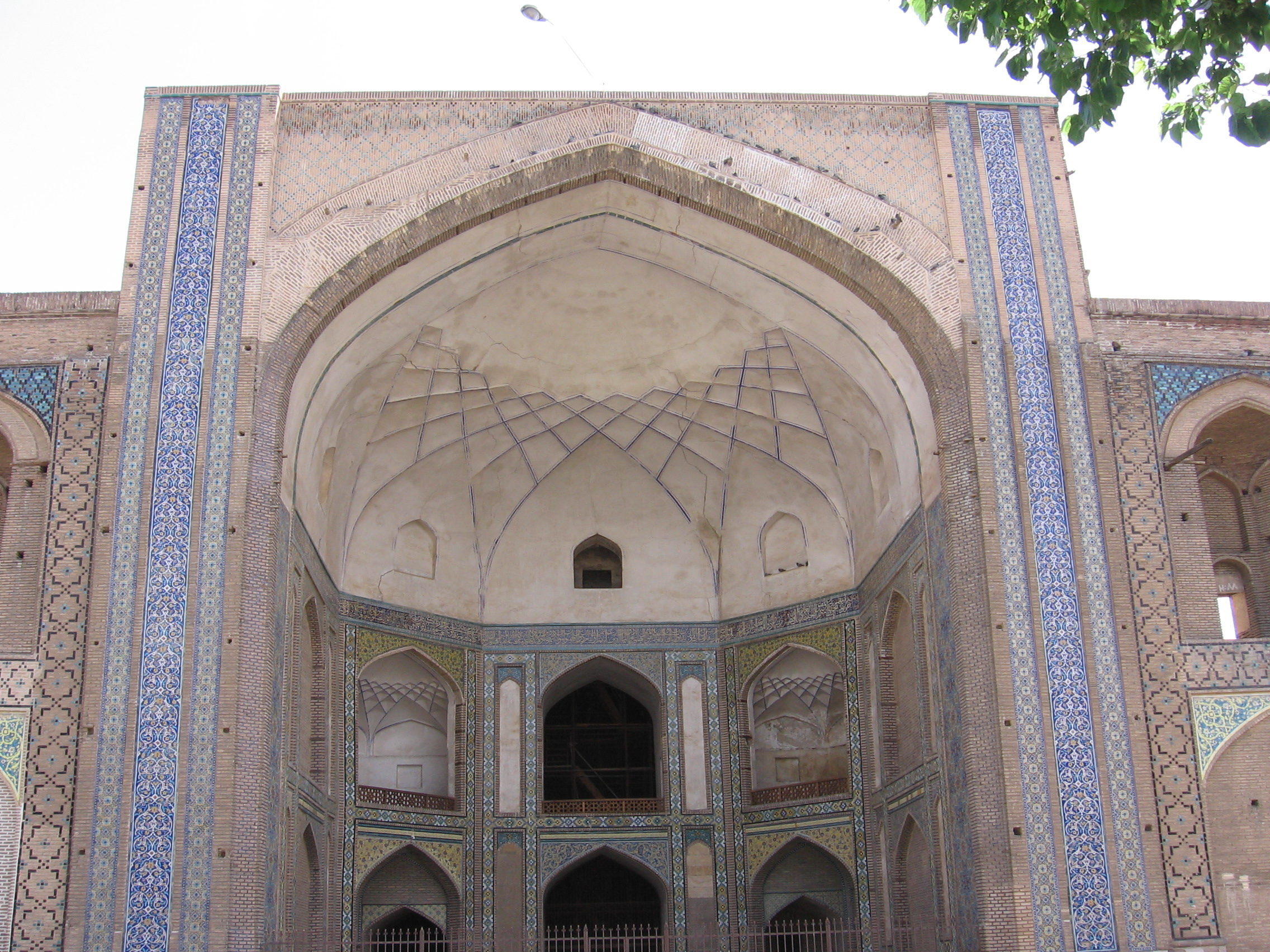
Portalul.
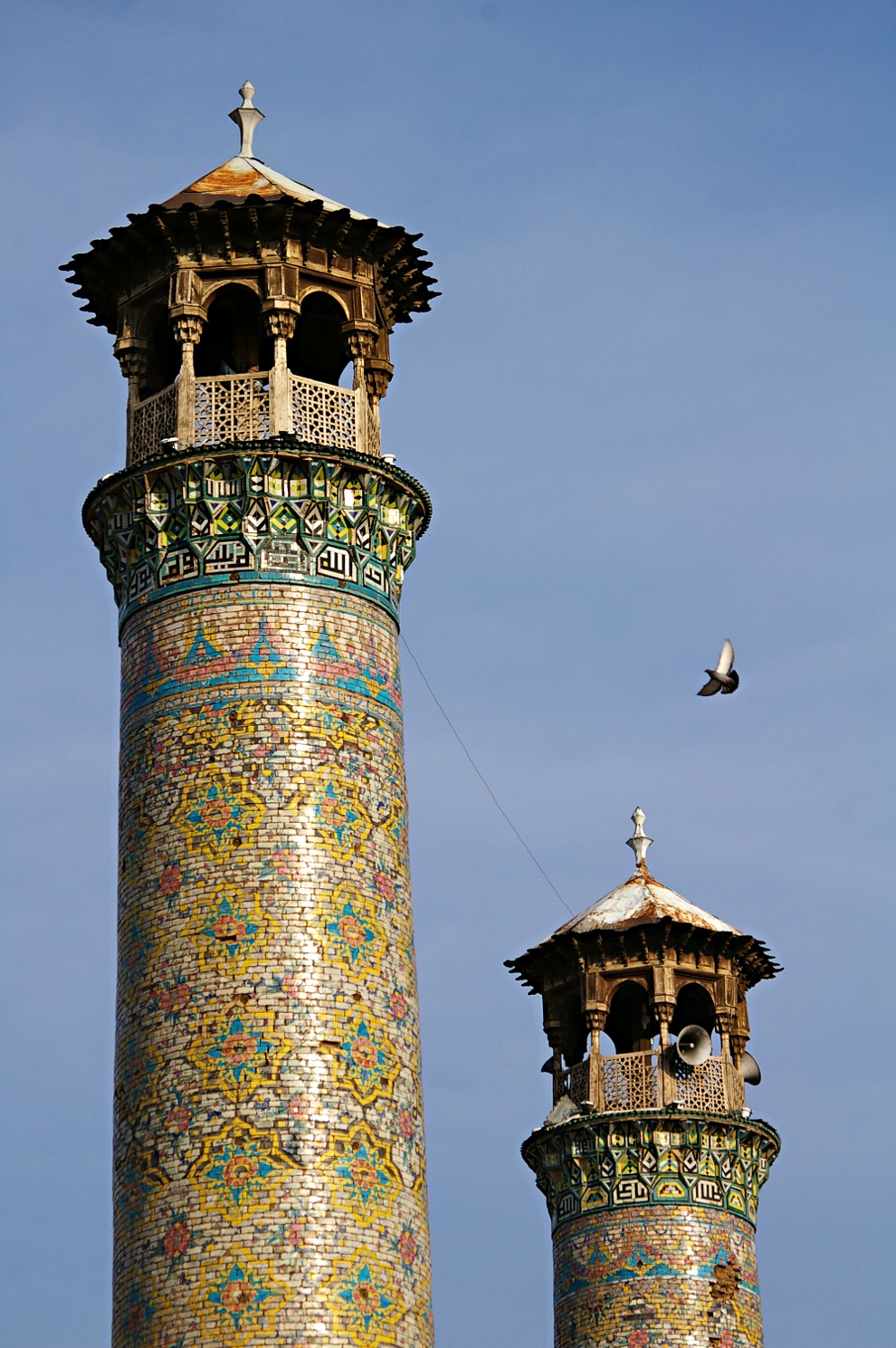
Minaretele.